# Миа Изабелла
Миа Изабелла (англ. Mia Isabella, род. 30 июля 1985, Чикаго, Иллинойс) — американская транссексуальная порноактриса.

## Ранняя жизнь
Родилась и выросла в Чикаго, штат Иллинойс, но большую часть своего детства провела в Теннесси, а затем в подростковом возрасте вернулась в Чикаго. Имеет французские, пуэрто-риканские и ямайские корни. В возрасте от 8 до 18 лет играла на скрипке не менее двух часов в день. Окончила среднюю школу в 16 лет, училась в Чикагском институте искусств и владела дизайнерским бутиком.

## Карьера
Вошла в киноиндустрию для взрослых в 2005 году в возрасте 19 лет. Сделала перерыв в съёмках в возрасте 21 года, вернувшись в возрасте 23 лет. В январе 2014 года окончательно ушла из порноиндустрии.

## Личная жизнь
Вышла замуж, когда ей было 20 лет, брак длился четыре года. В возрасте 22 лет перенесла операцию феминизации лица. Также прошла вторую операцию по увеличению груди. В сентябре 2010 года у нее была ринопластика.

## Премии и номинации
| Год  | Церемония        | Результат | Номинация                                            | Работа           |
| ---- | ---------------- | --------- | ---------------------------------------------------- | ---------------- |
| 2010 | Urban X Award    | Номинация | Best Ethnic Transsexual Site                         | Mia-Isabella.com |
| 2011 | AVN Award        | Номинация | Лучший альтернативный веб-сайт                       | Mia-Isabella.com |
| 2011 | AVN Award        | Номинация | Транссексуальный исполнитель года                    | н/д              |
| 2011 | Urban X Award    | Победа    | Транссексуальный исполнитель года                    | н/д              |
| 2011 | XBIZ Award       | Победа    | Транссексуальный исполнитель года                    | н/д              |
| 2012 | AVN Award        | Номинация | Транссексуальный исполнитель года                    | н/д              |
| 2012 | AVN Award        | Номинация | Лучший альтернативный веб-сайт                       | Mia-Isabella.com |
| 2012 | NightMoves Award | Победа    | Лучший транссексуальный исполнитель (выбор редакции) | н/д              |
| 2012 | XBIZ Award       | Номинация | Транссексуальный исполнитель года                    | н/д              |
| 2012 | XBIZ Award       | Номинация | Транссексуальный сайт года                           | Mia-Isabella.com |
| 2013 | XBIZ Award       | Номинация | Транссексуальный сайт года                           | Mia-Isabella.com |
| 2014 | XBIZ Award       | Номинация | Транссексуальный сайт года                           | Mia-Isabella.com |